# Куючукурак
Куючукурак (узб. Quyi Chuqurak / Қуйи Чуқурак) — посёлок городского типа, расположенный на территории Шафирканского района Бухарской области Республики Узбекистан.

Статус посёлка городского типа с 2009 года.